# Pseudodama

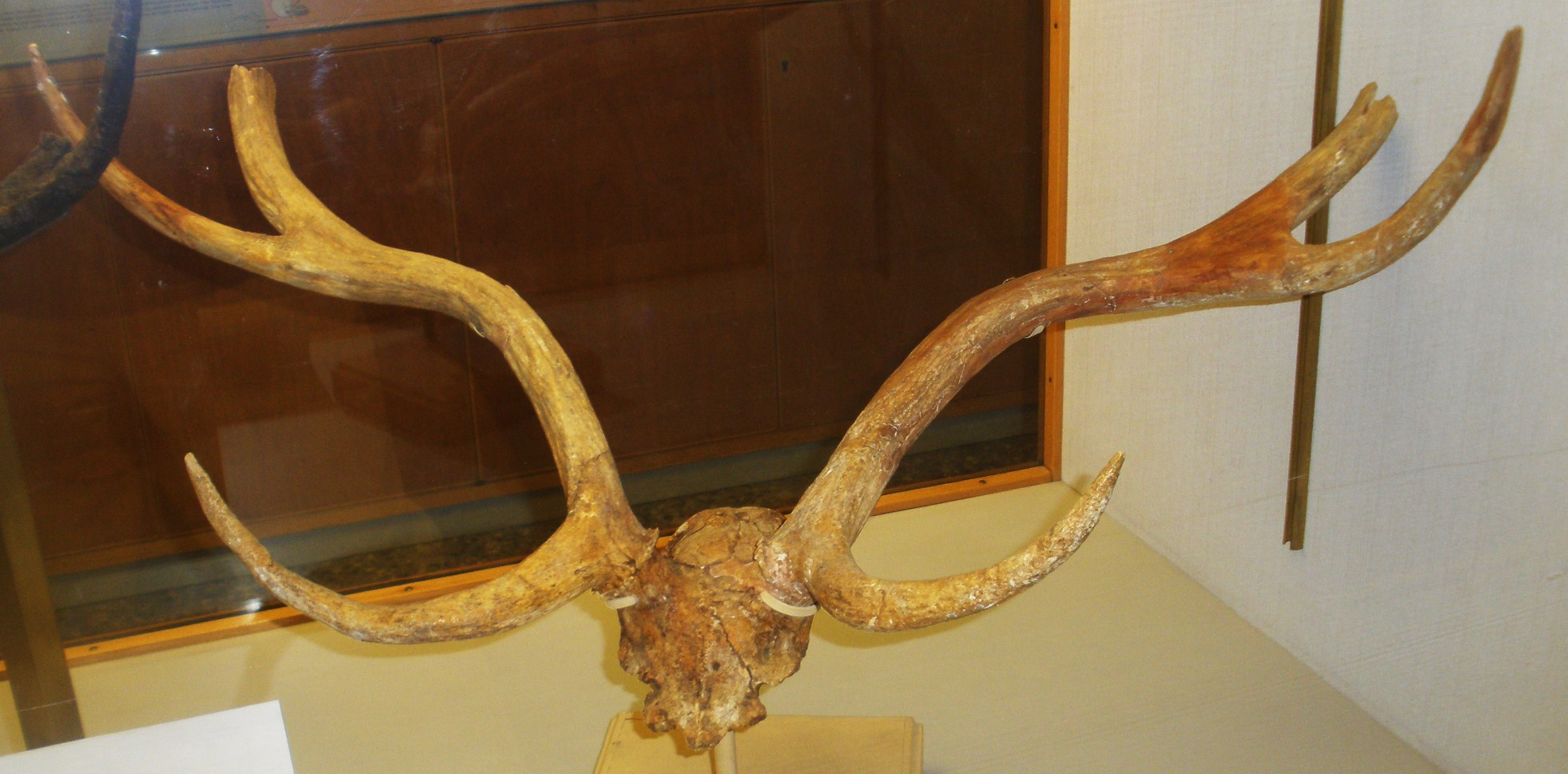
Роги P. farnetensis

Pseudodama — вимерлий олень, що зустрічається в Європі.